# Mark Smeets
Mark Smeets (Hulst, 25 juli 1942 - Baarlo, 8 september 1999) was een Nederlands striptekenaar.
Smeets stond onder invloed van André Franquin en Hergé en tekende eveneens in die stijl. Smeets tekende onder andere voor het Nederlandse blad Tante Leny Presenteert, Modern Papier, Gezellig & Leuk, VPRO Gids en een twintigtal jaar voor het NRC Handelsblad.
Hij overleed aan leukemie op 57-jarige leeftijd.

## Publicaties en tentoonstellingen
- De triomf van het tekenen (2016), postuum en ongepubliceerd werk
- 2016 - Teylermuseum[4]

- Bibliothèque nationale de France: cb17778484p (data)
- Biografisch Portaal: 57800734
- Digitale Bibliotheek voor de Nederlandse Letteren: smee021
- Gemeinsame Normdatei: 1128095734
- International Standard Name Identifier: 0000 0003 9041 2617
- Nederlandse Thesaurus van Auteursnamen: 404012000
- RKD-Nederlands Instituut voor Kunstgeschiedenis: 73215
- Virtual International Authority File: 2746147270687235700004
- WorldCat: E39PBJdcxkvDkkQvVjvPXGJJjC